# Кигели V
Кигели V (руанда и фр. Kigeli V Ndahindurwa, фр. Kigeli V du Rwanda; 29 июня 1936, Камембе (ныне часть Чьянгугу), Руанда-Урунди — 16 октября 2016, Виргиния, США) — король (мвами) Руанды (1959—1961).
25 сентября 1961 года, одновременно с парламентскими выборами состоялся референдум о форме правления, на котором было вынесено два вопроса: следует ли сохранять монархию после обретения независимости в следующем году и должен ли Кигели V остаться королем. В результате референдума около 80% избирателей ответили «нет» на оба вопроса при явке 95.6%. Король Кигели V заявил, что итоги референдума были сфальсифицированы.
Националистическая партия Пармехуту, представляющая интересы народа хуту получила 75% голосов, заняв 35 мест в парламенте (из 44). 1 июля 1962 года было объявлено об упразднении монархии и провозглашении Республики Руанда. Партия Пармехуту установило однопартийный режим хуту.
«Кигели» иногда транскрибируется как «Кигери».

## Биография

### Ранняя жизнь и образование
Кигели родился 29 июня 1936 года в Чьянгугу, Руанда. Представитель королевской династии этнических тутси родом из клана Ньигиня, управлявшей руандийскими землями с XIV века. Сын мвами Руанды Юхи V Мусинги (1883—1944), свергнутого с престола бельгийской колониальной администрацией в 1931 г., и королевы Мусинги Мукашемы. У него было четырнадцать братьев и сестер, и он был одним из самых младших детей своего отца.
Когда ему было 4 года, его отец был сослан бельгийским правительством в Мобу, в Конго. После смерти отца в 1944 году он вернулся в Руанду. Ещё в детстве был крещён в католицизм с именем Жан-Батист Ндахиндурва
, и на протяжении всей своей жизни был набожным христианином.
Получил образование в общественной школе в Астриде (ныне Groupe Scolaire Officiel de Butare) в Руанде и Колледже в Ньянгези в Бельгийском Конго. После окончания школы в 1956 году некоторое время (до 1959 года) работал в бельгийской колониальной администрации.

### Восшествие на престол
25 июля 1959 года, при невыясненных обстоятельствах скончался бездетный Мутара III Рудахигва, старший брат Кигели. Внезапный характер смерти монарха вызвал распространение разговоров о том, что произошло политическое убийство.
28 июля было объявлено, что новым королем Руанды стал Кигели V. К этому времени престиж монархии был сильно поколеблен. Это решение, принятое придворной аристократией, было с неприязнью встречено бельгийскими колониальными властями. Фактически, назначение Кигели стало неожиданностью для бельгийской администрации, которая не принимала участия в его выборе и описала это событие как государственный переворот. Этой же позиции придерживались лидеры хуту.
Сам Кигели тоже был шокирован и ошеломлен новостью о его воцарении. Напряженная атмосфера и присутствие вооруженных руандийцев на похоронах короля Мутары III не позволили бельгийцам возразить, а также предотвратить вмешательство хуту. Несмотря на это, Кигели V изначально благоволили все стороны: традиционалисты тутси, националисты хуту и католическое духовенство – все с оптимизмом смотрели на его назначение.
Правление нового монарха ознаменовалось ростом межэтнических столкновений между тутси, представлявшими элиту общества, и составлявшими большинство населения хуту, среди которых ширилось движение за приход к власти и, одновременно, независимость от Бельгии. В начале 1960 года радикальная партия «Пармехуту», защищавшая эти идеи, триумфально выиграла выборы в местные органы власти.
Бельгийская колониальная администрация целенаправленно делало ставку на тутси, представлявшее меньшинство в стране: тутси были представлены в бюрократии и назначены на ответственные посты, в то время как большинство хуту были исключены из управления и принятии каких-либо важных решении, что в свою очередь еще больше усугубляло между ними противоречия. Постепенно монархия превратилась в глазах угнетенного большинства в институт господства меньшинства тутси.

### Свержение монархии
Вскоре Кигели V бежал в соседнее Конго. В октябре того же года колониальными властями был введён пост премьер-министра, который занял представитель «Пармехуту» Грегуар Кайибанда. 28 января 1961 года, всё ещё находясь в эмиграции, король был свергнут с престола в результате переворота, организованного хуту. Временным президентом стал член «Пармехуту» Доминик Мбоньюмутва. В результате прошедшего в сентябре того же года с согласия бельгийских властей референдума, итоги которого король Кигели V не признал, в Руанде была официально провозглашена республика (это решение поддержало около 80 % избирателей) во главе с Кайибандой, а в 1962 году она стала независимым государством.
Вернувшийся перед референдумом в страну и немедленно помещённый под домашний арест, Кигели V был по его итогам 2 октября депортирован в соседнюю Танганьику.
21 декабря 1963 года произошла неудачная попытка тутси вернуть себе власть в стране, которую, по предположению ряда учёных, мог организовать именно Кигели V. В результате подавления этой попытки властями произошла резня, точное количество жертв которой невозможно установить, поскольку оно варьируется в разных источниках в пределах от 1 до 20 тысяч человек.

### В эмиграции
В 1960-х — 1980-х гг. пребывал в изгнании в Танзании, Кении и Уганде. В 1992 г. получил политическое убежище в США. Поселился недалеко от Вашингтона, где претендовал на социальное обеспечение и жил в субсидируемом жилье. Впоследствии он перебрался в округ Оактон, штат Виргиния.
Считался другом бывшего президента ЮАР Нельсона Манделы и премьер-министра Конго Патриса Лумумбы. Неоднократно выступал с заявлениями, осуждающими геноцид в Руанде. Также заявлял, что готов вернуться в Руанду, но только в прежнем статусе.
Основал Благотворительный фонд Короля Кигели V с целью помощи своим соотечественникам — руандийцам.

## Семья
Верующий католик. Женат не был, детей не имел.
В январе 2017 года было объявлено, что Юхи VI станет его преемником. Юхи VI — сын принца Уильяма Бушайижи, а также внук короля Юхи V.

## Награды
Великий магистр и суверен династических наград: Королевского Ордена Барабана, Королевского Ордена Короны, Королевского Ордена Журавля и Королевского Ордена Льва.
Награждён:
- Большим крестом Военного и Госпитальерского Ордена Святого Лазаря Иерусалимского
- Большим крестом Ордена Святых Маврикия и Лазаря
- Большим крестом Ордена Непорочного зачатия Девы Марии Вилла-Викозской
- Большим крестом Ордена Крыла Святого Михаила
- Большой цепью Грузинского Царского Ордена Орла Грузии и Священного хитона Господа нашего Иисуса Христа
- Большим крестом Ордена Соломона
- Большим крестом Ордена Царицы Шебы
- Большим крестом Ордена Звезды Эфиопии
- Медалью Бриллиантового юбилея королевы Елизаветы II